# Catégorie de Kleisli
Une catégorie de Kleisli est une catégorie associée à une monade. Elle tient son nom du mathématicien suisse Heinrich Kleisli (en) qui l'a introduite à l'origine pour montrer que toute monade est issue d'une adjonction.

## Définition
On considère une monade {\displaystyle (T,\eta ,\mu )}
sur une catégorie {\displaystyle {\mathcal {C}}}. La catégorie de Kleisli {\displaystyle {\mathcal {C}}_{T}}
possède les mêmes objets que {\displaystyle {\mathcal {C}}} mais les morphismes sont donnés par 
{\displaystyle \operatorname {Hom} _{{\mathcal {C}}_{T}}(X,Y)=\operatorname {Hom} _{\mathcal {C}}(X,TY)}
L'identité est donnée par {\displaystyle \eta }, et la composition fonctionne ainsi : si
{\displaystyle f\in \operatorname {Hom} _{{\mathcal {C}}_{T}}(X,Y)} et {\displaystyle g\in \operatorname {Hom} _{{\mathcal {C}}_{T}}(Y,Z)}, on a
{\displaystyle g\circ f=\mu _{Z}\circ Tg\circ f}
qui correspond au diagramme :
{\displaystyle X{\overset {f}{\longrightarrow }}TY{\overset {Tg}{\longrightarrow }}TTZ{\overset {\mu _{Z}}{\longrightarrow }}TZ}
Les morphismes de {\displaystyle {\mathcal {C}}} de la forme {\displaystyle X\to TY} sont parfois appelés morphismes de Kleisli.

## Monades et adjonctions
On définit le foncteur {\displaystyle F:{\mathcal {C}}\to {\mathcal {C}}_{T}} par :
{\displaystyle FX=X}
{\displaystyle F(f:X\to Y)=\eta _{Y}\circ f}
et un foncteur {\displaystyle G:{\mathcal {C}}_{T}\to {\mathcal {C}}} par :
{\displaystyle GY=TY}
{\displaystyle G(f:X\to TY)=\mu _{Y}\circ Tf}
Ce sont bien des foncteurs, et on a l'adjonction {\displaystyle F\dashv G}, la counité de l'adjonction étant {\displaystyle \varepsilon _{Y}=1_{TY}}.
Enfin, {\displaystyle T=GF} et {\displaystyle \mu =G\varepsilon F} : on a donné une décomposition de la monade en termes de l'adjonction {\displaystyle (F,G,\eta ,\varepsilon )}.

## T-algèbres
Avec les notations précédentes, une T-algèbre (ou T-module) est la donnée d'un objet x de {\displaystyle {\mathcal {C}}} et d'un morphisme {\displaystyle h:Tx\to x} tels que
{\displaystyle h\circ \mu _{x}=h\circ Th}
{\displaystyle h\circ \eta _{x}=1_{x}}
Un morphisme {\displaystyle (h,x)\to (h',x')} de T-algèbres est une flèche {\displaystyle f:x\to x'} telle que 
{\displaystyle h'\circ Tf=f\circ h}.
Les T-algèbres et leurs morphismes forment la catégorie d'Eilenberg-Moore {\displaystyle {\mathcal {C}}^{T}}.
Le foncteur d'oubli {\displaystyle {\mathcal {C}}^{T}\to {\mathcal {C}}} possède un adjoint à gauche {\displaystyle {\mathcal {C}}\to {\mathcal {C}}^{T}} qui envoie tout objet y de {\displaystyle {\mathcal {C}}} sur la T-algèbre libre {\displaystyle (Ty,\mu _{Y})}. Ces deux foncteurs forment également une décomposition de la monade initiale. Les T-algèbres libres forment une sous-catégorie pleine de {\displaystyle {\mathcal {C}}^{T}} qui est équivalente à la catégorie de Kleisli.

## Monades et informatique théorique
On peut réinterpréter la catégorie de Kleisli d'un point de vue informatique  :
- Le foncteur T envoie tout type X sur un nouveau type {\displaystyle T(X)} ;
- On dispose d'une règle pour composer deux fonctions {\displaystyle f:X\to T(Y)} et {\displaystyle g:Y\to T(Z)}, donnée par la composition dans la catégorie de Kleisli, qui est associative et unitale. On obtient une fonction {\displaystyle g\circ f:X\to T(Z)} ;
- Le rôle de l'unité est joué par l'application pure {\displaystyle X\to T(X)}.

## Référence
(en) Saunders Mac Lane, Categories for the Working Mathematician [détail de l’édition]